# ひと・まち紀行 日本の元気を、明日へ。世界へ。
『ひと・まち紀行 日本の元気を、明日へ。世界へ。』は、2014年5月17日から2015年2月14日までBS-TBSで放送された紀行番組。

## 内容
毎週一人の写真家が日本の街を訪れ、歴史・産業・伝統・文化に関わる人々の姿を撮影、最後に撮った写真の中から「これぞ○○(訪問地)」と感じた1枚の写真を選ぶ。
三菱UFJフィナンシャル・グループのCRSが「100枚の笑顔」としてインフォマーシャルで3分間流れる。出演:江頭ゆい。

## 放送リスト
| 回 | 放送日        | 訪問地                                     | 旅人     | CSR                                          |
| -- | ------------- | ------------------------------------------ | -------- | -------------------------------------------- |
| 1  | 2014年5月17日 | 明日、行きたくなる。上野の素顔切り撮り旅   | 山崎友也 | 「花壇再生プログラム」(いわき市立藤間中学校) |
| 3  | 2014年5月31日 | 明日、行きたくなる。大田の素顔切り撮り旅   | 須藤夕子 | 「花壇再生プログラム」(いわき市立藤間中学校) |
| 10 | 2014年7月19日 | 明日、行きたくなる。富良野の素顔切り撮り旅 | 山崎友也 | 「植樹活動」(白神山地)                       |

## スタッフ
- テーマ曲:スターダストレビュー「道～TheSongForUs～」
- ナレーター:坂口哲夫
- 構成:蒲田司門、黒川まさと
- 編集:石川雅彦
- MA:橋本光平、玉田良太
- 音効:太田光則、木戸茜
- CAM:高橋昭則
- 音声:篠原貴則
- 技術協力:東通
- 地図提供:マピオン
- AD:江口聡昭、高橋ゆう
- ディレクター:杉井雄哉、岩下貴
- プロデューサー:佐藤由香、朝岡慶太郎、黒木彩香(BSTBS)、藤村卓也、三田あつ子、早坂厚子
- 制作協力:bottom、(株)泉放送制作
- 製作著作:BS-TBS